# 최홍건
최홍건(崔弘健, 1943년 8월 28일~)은 대한민국의 관료, 정치인이다.

## 주요 이력
그는 2000년 제16대 총선에서 새천년민주당 비례대표 예비후보 34위로 명단을 올렸다. 국회의원을 사퇴한 이후 새천년민주당을 탈당하여 2003년 열린우리당 창당에 참여하였고, 2004년 4월 17대 제17대 총선 때에 당시 여당인 열린우리당 후보로 경기도 이천시, 여주군 선거구에 출마했다가 낙선하였다. 열린우리당이 민주당과 다시 통합 논의를 시작할 때 열린우리당을 탈당하였으며, 이후 한나라당에 입당하여 2010년 제5회 지방 선거에서 한나라당 후보로 시흥시장에 출마하면서 철새 정치인이라는 비난과 선거 직전에 시흥으로 전입했다는 논란이 있었고 시장 선거에서 낙선하였다.

## 학력
- 경복고등학교 졸업
- 서울대학교 법학과 학사
- 하버드 대학교 대학원 행정학과 행정학 석사
- 한양대학교 대학원 경제학과 경제학 박사

## 주요 경력
- 상공자원부 상역국장, 산업정책국장
- 공업진흥청 차장, 중소기업청 초대 차장
- 통상산업부 기획관리실장
- 특허청장
- 산업자원부 초대 차관
- 대통령 자문 정책 기획위원
- 대통령직속 중소기업특위 위원장 (장관급)
- 한성대학교 겸임교수
- 서강대학교 겸임교수
- 중앙대학교 겸임교수
- 광운대학교 겸임교수
- 명지대학교 초빙교수
- 한국산업기술대학교 총장 (2대, 3대)
- 한국산업기술대학교 명예교수
- 중소기업연구원 원장
- 새천년민주당 당무위원
- 열린우리당 당무위원 겸 중소기업특별위원장
- 한나라당 당무위원
- 재경이천시민회 회장
- 한국산악회 부회장

## 상훈
- 녹조근정훈장
- 전기문화대상
- 황조근정훈장

## 저서
- 최홍건. 《2만불 시대의 기술혁신 전략》. 푸른사상. 2003년 9월. ISBN 9788956401454

## 역대 선거 결과
|  | 35.9% |

|  | 36.56% |

|  | 40.58% |